# Kamou Malo
Kamou Malo (ur. 1963) – burkiński piłkarz grający na pozycji pomocnika, a następnie trener. Od 2019 jest selekcjonerem reprezentacji Burkiny Faso.

## Kariera piłkarska
Swoją karierę piłkarską Malo rozpoczął w klubie US Ouagadougou, w barwach którego zadebiutował w sezonie 1981/1982 w pierwszej lidze Górnej Wolty. w sezonie 1982/1983 wywalczył z nim mistrzostwo Górnej Wolty. W 1986 roku przeszedł do Étoile Filante Wagadugu, gdzie grał do końca kariery, czyli do 1992 roku. W latach 1988, 1990, 1991 i 1992 został z nim mistrzem Burkiny Faso. Zdobył też trzy Puchary Burkiny Faso w latach 1988, 1990 i 1992.

## Kariera trenerska
Po zakończeniu kariery piłkarskiej Malo został trenerem. Prowadził takie kluby jak: Majestic FC, Rail Club du Kadiogo (2010-2013, w 2012 zdobył Puchar Burkiny Faso), AS SONABEL (2013-2015), ponownie Rail Club du Kadiogo (2015-2018) i US des Forces Armées (2018-2019). W 2019 roku został selekcjonerem reprezentacji Burkiny Faso. W 2022 roku poprowadził ją w Pucharze Narodów Afryki 2021. Wraz z Burkiną Faso zajął 4. miejsce na tym turnieju.